# 薛家泊子站
薛家泊子站是青岛地铁6号线的地铁车站，位于中华人民共和国山东省青岛市黄岛区团结路与黄河中路交叉口，于2024年4月26日开通。

## 车站结构
薛家泊子站位于团结路与黄河中路交叉口，沿团结路设置，呈南北走向，为地下两层岛式站台车站，车站长240米，车站地下一层为站厅层，地下二层为站台层，站台设置全高站台门。车站南侧设有一条单渡线。
| 地面              | 出入口 | B、D出入口                                                                                            |
| 地下一层          | 站厅   | 客服中心、自动售票机、验票机                                                                          |
| 地下二层          | 站台   | \| \| \| 6号线往横云山路（马家楼） \| \| 島式 · 開左邊车门 \| \| \| \| \| \| 6号线往灵山湾（港头） \| |
|                   |        | 6号线往横云山路（马家楼）                                                                             |
| 島式 · 開左邊车门 |        | |
|                   |        | 6号线往灵山湾（港头）                                                                                 |

## 出入口
薛家泊子站目前开放2个出入口，各出口及周围设施如下所示：
| 编号                | 指示                     | 建议前往的目的地       | 图片 |
| ------------------- | ------------------------ | ---------------------- | ---- |
| B · 出口            | 团结路(东)，黄河中路(北) | 青岛西海岸新区育英中学 |      |
| D · 出口 · （设有） | 团结路(西)，黄河中路(南) |                        |      |
| 图例： 设有         |                          |                        |      |

## 接驳交通

### 公交车
- 薛家泊子社区：东10路，东11路，东12路定时快车，东17路，黄岛24路，黄岛25路，黄岛K19路，黄岛东12路
- 薛家泊子：黄岛24路，黄岛26路，黄岛26路西海岸综合保税区线，黄岛K19路

## 车站历史
本站工程名为黄河路站，正式站名为薛家泊子站，以车站所处的薛家泊子社区命名。
- 2024年4月26日，车站随6号线一期通车开通[1]。